# Ропеле
Ропеле (пол. Ropele) — село в Польщі, у гміні Цеханув Цехановського повіту Мазовецького воєводства.
Населення — 129 осіб (2011).
У 1975-1998 роках село належало до Цехановського воєводства.

## Демографія
Демографічна структура станом на 31 березня 2011 року:
|          | Загалом | Допрацездатний вік | Працездатний вік | Постпрацездатний вік |
| -------- | ------- | ------------------ | ---------------- | -------------------- |
| Чоловіки | 54      | 13                 | 38               | 3                    |
| Жінки    | 75      | 23                 | 39               | 13                   |
| Разом    | 129     | 36                 | 77               | 16                   |